# برکرسهایم
برکرسهایم (به آلمانی: Frankfurt-Berkersheim) یک منطقهٔ مسکونی در آلمان است که در فرانکفورت واقع شده‌است. برکرسهایم ۳٬۳۸۴ نفر جمعیت دارد.

## نگارخانه

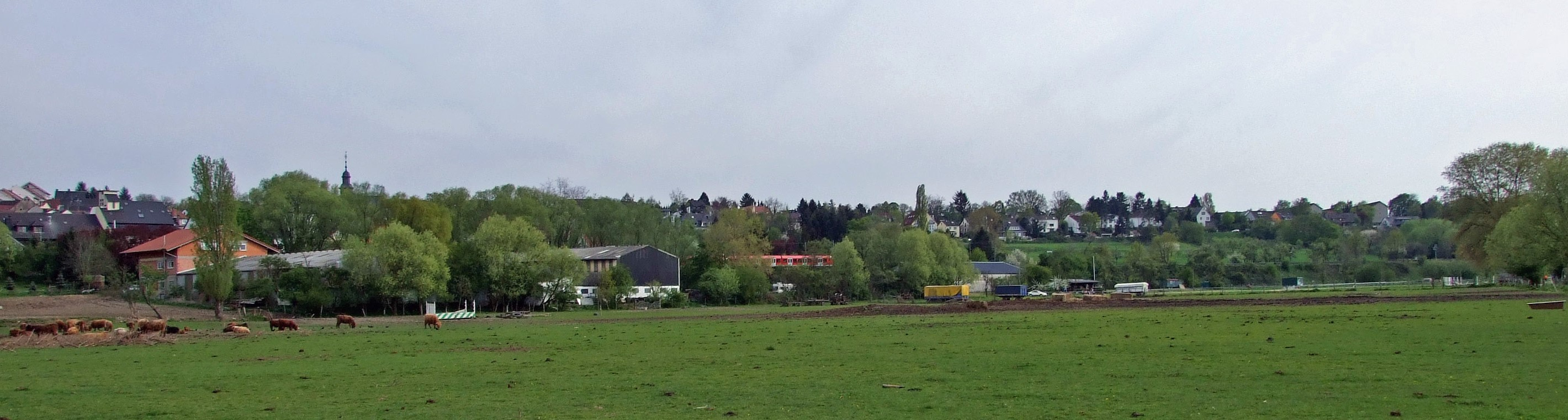